# Agrias subxanthippus
Agrias subxanthippus är en fjärilsart som beskrevs av Peter William Michael 1929. Agrias subxanthippus ingår i släktet Agrias och familjen praktfjärilar. Inga underarter finns listade i Catalogue of Life.